# 静岡県の観光地

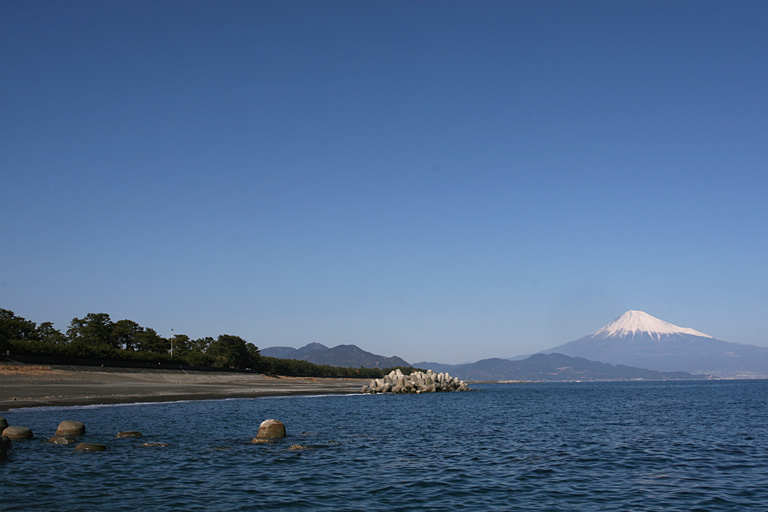
三保の松原と富士山

静岡県の観光地（しずおかけんのかんこうち）は、静岡県内の主要な観光地に関する項目である。

## 対象別

### 文化財等

#### 世界遺産
- 富士山-信仰の対象と芸術の源泉（静岡県内のみ記載）
  - 富士山域
    - 山頂の信仰遺跡群
    - 大宮・村山口登山道（現富士宮口登山道）
    - 須山口登山道（現御殿場口登山道）
    - 須走口登山道

  - 富士山本宮浅間大社（富士宮市）
  - 山宮浅間神社（富士宮市）
  - 村山浅間神社（富士宮市）
  - 須山浅間神社（裾野市）
  - 東口本宮冨士浅間神社（駿東郡小山町）
  - 人穴富士講遺跡（富士宮市）
  - 白糸ノ滝（富士宮市）
  - 三保松原（静岡市清水区）
- 明治日本の産業革命遺産 製鉄・製鋼、造船、石炭産業（静岡県内のみ記載）
  - 韮山反射炉（伊豆の国市）

- 富士市から見た富士山
- 富士山本宮浅間大社奥宮（富士山頂上）
- 韮山反射炉

#### 国宝建築
- 久能山東照宮本殿・石の間・拝殿（静岡市駿河区）

- 久能山東照宮本殿

#### 国宝（美術工芸品）
- 9件（2015年3月現在。社寺、美術館所蔵分のみ。）

#### 国の名勝
- 富士山（特別名勝、富士宮市、富士市、御殿場市、駿東郡小山町）
- 伊豆西南海岸（賀茂郡同西伊豆町・松崎町・同南伊豆町）
- 楽寿園（三島市）
- 白糸ノ滝（富士宮市）
- 清見寺庭園（静岡市清水区）
- 日本平（静岡市清水区）
- 三保松原（静岡市清水区）
- 臨済寺庭園（静岡市葵区）
- 柴屋寺庭園（静岡市駿河区）
- 竜潭寺庭園（浜松市北区）

- 白糸の滝
- 楽寿園
- 日本平から望む富士山
- 清見寺

#### 特別天然記念物
- 湧玉池（富士宮市）
- 狩宿の下馬ザクラ（富士宮市）

- 湧玉池
- 狩宿の下馬ザクラ

#### 重要伝統的建造物群保存地区
- 花沢（焼津市）

- 花沢

#### 重要文化財・史跡等
特別史跡
- 遠江国分寺跡
- 登呂遺跡
- 新居関跡

- 登呂遺跡（静岡市駿河区）
- 三嶋大社（三島市）
- 富士山本宮浅間大社本宮（富士宮市）

#### 登録記念物
- 帯笑園
- 十国峠

- 十国峠

#### 文化施設
博物館・美術館
水族館
- あわしまマリンパーク
- 伊豆・三津シーパラダイス
- 沼津港深海水族館
- 下田海中水族館
- 東海大学海洋科学博物館

- 静岡科学館
- 静岡県立美術館
- 浜松市美術館
- 伊豆・三津シーパラダイス

#### その他
- 伊豆半島ジオパーク
- 静岡水わさびの伝統栽培（世界農業遺産）
- 静岡の伝統的な茶草場農法（世界農業遺産）

### 公園等

#### 国立・国定・国営公園
- 国立公園
  - 富士箱根伊豆国立公園
  - 南アルプス国立公園
- 国定公園
  - 天竜奥三河国定公園

- 富士箱根伊豆国立公園(城ヶ崎海岸)
- 南アルプス国立公園(聖岳)
- 天竜奥三河国定公園(秋葉ダム)

#### 県立自然公園
- 日本平・三保の松原県立自然公園
- 奥大井県立自然公園
- 御前崎遠州灘県立自然公園
- 浜名湖県立自然公園

- 奥大井県立自然公園
(寸又峡)

#### 県立都市公園
- 愛鷹広域公園（沼津市）
- 富士山こどもの国（富士市）
- 吉田公園（榛原郡吉田町）
- 遠州灘海浜公園（浜松市南区）
- 浜名湖ガーデンパーク（浜松市西区）
- 静岡県立森林公園（浜松市浜北区）
- 草薙総合運動場（静岡市駿河区）
- 小笠山総合運動公園（袋井市）

- 富士山こどもの国
- 浜名湖ガーデンパーク
- 小笠山総合運動公園

#### 大型公園・動物園・植物園・遊園地
大型公園
動物園・植物園・遊園地
- 日本平動物園（静岡市駿河区）
- 伊豆シャボテン公園（伊東市）
- 熱川バナナワニ園（東伊豆町）
- 富士サファリパーク（裾野市）
- 楽寿園（三島市）
- 富士花鳥園（富士宮市）
- 伊豆アニマルキングダム（東伊豆町）
- iZoo（河津町）
- 掛川花鳥園（掛川市）
- 浜松市動物園（浜松市西区）
- 浜松市フラワーパーク（浜松市西区）
- 浜松市フルーツパーク（浜松市北区）
- ぐりんぱ（裾野市）
- 浜名湖パルパル（浜松市西区）

- 日本平動物園
- 伊豆シャボテン公園
- 浜松市フラワーパーク
- 浜名湖パルパル

#### 恋人の聖地
- 熱海サンビーチ・親水公園
- 伊豆パノラマパーク / 碧テラス
- 御前崎ケープパーク「潮騒の像」
- 清水マリンパーク / エスパルスドリームプラザ
- 東名高速道路 / 浜名湖サービスエリア
- 西伊豆海岸・トンボロ
- 日本平 & 久能山東照宮
- 浜名湖 かんざんじ温泉
- 富士山御殿場口 縁結びの杜 / 新橋浅間神社
- 富士山に出会える海岸（焼津漁港親水広場ふぃしゅーな）

- 伊豆パノラマパーク
- エスパルスドリームプラザ
- 浜名湖サービスエリア
- かんざんじ温泉

### 祭事・行事
- 沼津夏祭り
- よさこい東海道
- 三島･夏祭り(三嶋大社例祭)
- 富士山御神火まつり
- 富士宮秋まつり
- 吉原祇園祭
- かりがね祭り
- 静岡まつり
- 安倍川花火大会
- 大道芸ワールドカップin静岡
- 島田帯祭
- 島田髷祭
- 徳山の盆踊
- 掛川祭
- ふくろい遠州の花火
- 袋井祭り
- 遠江森町の舞楽
- 森の祭り
- 浜松まつり
- 遠州大念仏
- 遠江のひよんどりとおくない
- 遠州はまきた飛竜まつり
- 西浦の田楽
- 鹿島の花火
- 峠の国盗り綱引き合戦

- 吉原祇園祭
- 静岡まつり
- 森の祭り
- 浜松まつり

## 地域別

### 東部
伊豆半島には全体的に温泉地、海水浴場、テーマパークなどの娯楽施設が存在する。

#### 賀茂
- 下田市 - 下田海中水族館、竜宮窟、ペリーロード、寝姿山・寝姿山ロープウェイ、海水浴場（多々戸浜海水浴場、白浜大浜海水浴場、外浦海水浴場、田牛海岸、九十浜海水浴場、吉佐美大浜海水浴場、白浜中央海水浴場、入田浜海水浴場、鍋田浜海水浴場など）、伊古奈比咩命神社、田牛サンドスキー場、ペリー艦隊来航記念碑、了仙寺、爪木崎、下田公園、下田開国博物館、まどが浜海遊公園、尾ヶ崎ウイング、恵比須島、須崎、道の駅開国下田みなと、黒船祭
- 賀茂郡東伊豆町 - 伊豆アニマルキングダム、温泉地（熱川温泉・稲取温泉・北川温泉・大川温泉など）、港の朝市、熱川バナナワニ園、お湯かけ弁財天、細野高原、熱川ほっとぱぁーく、JA伊豆太陽みかんワイナリー、熱川YOU湯ビーチ、伊豆マウンテンドッグラン、稲取ふれあいの森、どんつく神社
- 賀茂郡西伊豆町 - 堂ヶ島、黄金崎、堂ヶ島天窓洞、加山雄三ミュージアム、浮島海水浴場、黄金崎クリスタルパーク、堂ヶ島温泉、大滝、大浜海水浴場、田子瀬浜海水浴場
- 賀茂郡河津町 - 河津七滝、河津七滝ループ橋、iZoo、峰温泉、河津桜、河津バガテル公園、川津来宮神社、河津浜海水浴場、かわづカーネーション見本園、今井浜海水浴場、河津温泉郷
- 賀茂郡松崎町 - 雲見浅間神社、厳島神社、松崎海岸、温泉地（雲見温泉・松崎温泉・大沢温泉など）、なまこ壁、長八美術館、千貫門、岩科学校、長八記念館、雲見烏帽子山、田んぼをつかった花畑、岩地海水浴場、雲見海岸、道の駅花の三聖苑伊豆松崎
- 賀茂郡南伊豆町 - 石廊崎、弓ヶ浜、波勝崎・波勝崎苑、あいあい岬、走雲峡ラインの古代ハス、奥石廊ユウスゲ公園、熊野神社、伊豆漁協南伊豆直売所、子浦のウバメガシ群落、ヒリゾ浜、下賀茂温泉、道の駅下賀茂温泉 湯の花、谷川浜

- 松崎海岸
- 石廊崎

#### 熱海
- 熱海市 - 来宮神社、熱海トリックアート迷宮館、温泉街（熱海温泉・伊豆山温泉・網代温泉など）、海水浴場（熱海サンビーチ、長浜海水浴場など）、熱海城、MOA美術館、伊豆山神社、起雲閣、熱海秘宝館、お宮の松、渚親水公園、ラスカ熱海、初島、アタミロープウェイ、熱海梅園、長浜海浜公園、アカオハーブ&ローズガーデン、大湯間歇泉、糸川遊歩道、姫の沢公園、ジャカランダ遊歩道、アタミザクラ、熱海港、熱海海上花火大会
- 伊東市 - 伊豆シャボテン公園、大室山、城ヶ崎海岸、門脇つり橋、伊豆ぐらんぱる公園、東海館、温泉街（伊東温泉・赤沢温泉など）、小室山、松川遊歩道、象牙と石の彫刻美術館、伊豆高原、伊東オレンジビーチ、一碧湖、伊豆テディベア・ミュージアム、崔如琢美術館、さくらの里、丸山公園、ねこの博物館、大室高原、怪しい少年少女博物館、伊豆オルゴール館、奥野ダム、木下杢太郎記念館、伊豆ろう人形美術館、伊豆高原アンティークジュエリーミュージアム、アトリエ・ロッキー万華鏡館、宇佐美海水浴場、川奈海水浴場、ニューヨークランプミュージアム＆フラワーガーデン、池田20世紀美術館、川奈いるか浜公園、松月院、伊豆高原ステンドグラス美術館、伊豆四季の花公園、道の駅伊東マリンタウン、按針祭海の花火大会

- 熱海温泉
- 大室山の山焼き

#### 東部（狭義）
- 沼津市 - 沼津港飲食店街、沼津港深海水族館、明神池、日枝神社、伊豆三津シーパラダイス、びゅうお、千本浜の首塚、大瀬崎、海水浴場（千本浜、大瀬海水浴場など）、煌めきの丘、沼津御用邸記念公園、あわしまマリンパーク、御浜岬、大瀬の神池、勝田香月記念碑、引手力命神社、らららサンビーチ、御浜海水浴場、愛鷹山、道の駅くるら戸田、沼津夏祭り、よさこい東海道、狩野川花火大会
- 御殿場市 - 御殿場プレミアム・アウトレット、御殿場高原時之栖、御胎内清宏園、平和公園、キリンディスティラリー富士御殿場蒸溜所、駒門風穴、秩父宮記念公園、宝永山
- 裾野市 - 富士サファリパーク、ぐりんぱ、偕楽園、スノータウンYeti、ヘルシーパーク裾野、水ヶ塚公園、大野路ファミリーキャンプ場、須山浅間神社
- 三島市 - 三島スカイウォーク、楽寿園、三嶋大社、箱根旧街道石畳、源兵衛川、佐野美術館、山中城跡、白滝公園、山中城、時の鐘、三島･夏祭り(三嶋大社例祭)、三島宿地口行灯、三嶋大社のお田打
- 伊豆市 - 浄蓮の滝、恋人岬、竹林の小径、文学の舞台（旧天城トンネルなど）、日枝神社、土肥金山、修善寺虹の郷、温泉地（修善寺温泉、土肥温泉、湯ヶ島温泉、月ヶ瀬温泉など）、修禅寺、フィッシングパークTOI、松原公園、来宮神社、日本サイクルスポーツセンター、東京ラスク 伊豆ファクトリー、独鈷の湯、筥湯、旭滝、土肥金山郷土資料館、旅人岬、達磨寺、修善寺自然公園、達磨山、天城わさびの里、土肥海水浴場、中伊豆ワイナリー シャトーT.S、万城の滝、指月殿、天城高原、源頼家の墓、天城神社、道の駅天城越え、菜の花舞台
- 伊豆の国市 - 韮山反射炉、温泉地（伊豆長岡温泉など）、韮山代官所、蔵屋鳴沢製茶工場、葛城山、伊豆パノラマパーク、城山、願成就院、源氏山公園
- 田方郡函南町 - 箱根旧街道、酪農王国オラッチェ、十国峠ケーブルカー、高源寺
- 駿東郡清水町 - 柿田川湧水群、柿田川公園、黄瀬川八幡神社、サントムーン柿田川
- 駿東郡長泉町 - クレマチスの丘、鮎壺の滝
- 駿東郡小山町 - 金時山、富士スピードウェイ、足柄峠、冨士霊園、足柄城址、東口本宮冨士浅間神社、道の駅ふじおやま、道の駅すばしり

- 富士山と宝永山
- 修善寺温泉
- 柿田川湧水群
- 鮎壺の滝

#### 富士
- 富士宮市 - 富士山、白糸の滝、富士山本宮浅間大社、まかいの牧場、田貫湖、富士ミルクランド、静岡県富士山世界遺産センター、富士花鳥園、湧玉池、朝霧高原、音止めの滝、陣馬の滝、あさぎりフードパーク、人穴富士講遺跡、大石寺、奇石博物館、ドライブインもちや、富士山スカイライン、毛無山、不動の滝、田貫湖キャンプ場、道の駅朝霧高原、富士山御神火まつり、富士宮秋まつり、富士の巻狩りまつり
- 富士市 - 岩本山、田子の浦、妙法寺、田子の浦港、中央公園、不動の滝、富士マリンプール、実相寺、富士山こどもの国、愛鷹山、道の駅富士川楽座、道の駅富士、かりがね祭り、吉原祇園祭、甲子秋まつり

- 富士山こどもの国
- 朝霧高原

### 中部

#### 静岡市
- 静岡市葵区 - 瑞龍寺、駿府城公園、静岡浅間神社、静岡市美術館、青葉シンボルロード、梅ヶ島温泉、徳川家康公之像、井川ダム、安倍川、清水寺、城北公園、静岡まつり、安倍川花火大会、大道芸ワールドカップin静岡、有東木の盆踊、廿日会祭の稚児舞
- 静岡市駿河区 - 久能山東照宮、日本平動物園、登呂遺跡、静岡県立美術館、広野海岸公園、静岡県コンベンションアーツセンター、静岡市立芹沢銈介美術館、久能海岸、大崩海岸、ふじのくに地球環境史ミュージアム、静岡科学館、静岡ホビーショー、ストリートフェスティバル・イン・シズオカ、グランシップ トレインフェスタ
- 静岡市清水区 - 薩埵峠、三保の松原、三保海岸、エスパルスドリームプラザ、日本平（日本平ロープウェイ、日本平夢テラスなど）、忠霊塔公園、東海大学海洋科学博物館、清水港、東海道広重美術館、ちびまる子ちゃんランド、東海大学自然史博物館、清見寺、ゆい桜えび館、次郎長生家、御穂神社、由比漁港、IAIスタジアム日本平、清水みなと祭り

- 駿府城
- 静岡浅間神社
- 静岡県立美術館
- 日本平ロープウェイ

#### 志太榛原
- 島田市 - 大井川鐵道（SLかわね路号、プラザロコ、桜トンネルなど）、蓬萊橋、川根温泉ふれあいの泉、牧之原公園、大井神社、島田市ばらの丘公園、島田宿大井川川越遺跡、茶の都ミュージアム、牧之原台地、島田帯祭、島田髷祭
- 焼津市 - 焼津さかなセンター、焼津小泉八雲記念館、ディスカバリーパーク焼津、やいづ黒潮温泉、福一漁業焼津流通センター、花沢の里、焼津神社、深層水ミュージアム、焼津漁港、藤守の田遊び
- 藤枝市 - 蓮華寺池公園、田中城、高草山、宇津ノ谷峠、宇嶺の滝、道の駅玉露の里
- 牧之原市 - グリンピア牧之原、さがら子生れ温泉、海水浴場（相良サンビーチ、静波海岸など）、牧之原台地茶畑、相良油田石油坑、神明神社の御船神事
- 榛原郡吉田町 - 能満寺、小山城
- 榛原郡川根本町 - 夢の吊橋、久野脇橋、寸又峡、寸又峡温泉、千頭駅SL資料館、接阻峡、千頭温泉、レイクコテージ奥大井、不動の滝、四季の里、道の駅奥大井音戯の郷、道の駅フォーレなかかわね茶茗舘、徳山の盆踊

- 蓬萊橋
- 焼津神社
- 宇津ノ谷峠
- 静波海岸

### 西部

#### 中遠・東遠
- 磐田市 - 大円寺、ヤマハスタジアム、見附宿、ヤマハ・コミュニケーションプラザ、医王寺、磐田市香りの博物館、竜洋海洋公園、磐田市新造形創造館つくるっぺい、熊野の長藤、つつじ公園、掛塚貴船神社祭礼
- 掛川市 - 掛川花鳥園、掛川城、ねむの木こども美術館、つま恋リゾート 彩の郷、資生堂アートハウス、事任八幡宮、横須賀城、ヤマハ掛川工場、大東温泉シートピア、加茂荘花鳥園（旧・加茂花菖蒲園）、龍尾神社、ならここの里、旧東海道、潮騒橋、道の駅掛川、遠州横須賀三熊野神社大祭、掛川祭
- 袋井市 - 法多山尊永寺、エコパスタジアム、袋井温泉和の湯、油山寺、可睡斎、ふくろい遠州の花火、袋井祭り、袋井北祭り
- 御前崎市 - 海鮮なぶら市場、御前崎海岸、御前埼灯台、浜岡原子力館、浜岡砂丘、御前崎
- 菊川市 - 黒田家代官屋敷
- 周智郡森町 - 小国神社、アクティ森、大河内清流やまめの里、極楽寺、遠江森町の舞楽、森の祭り、小國神社の田遊び

- 掛川城
- 小国神社
- 浜岡砂丘
- 可睡斎

#### 西遠
- 浜松市中央区 - 浜松城、アクトタワー、浜松市楽器博物館、ザザシティ浜松、五社神社・諏訪神社、浜松科学館、浜松八幡宮、鴨江寺、浜松市美術館、浜松市博物館、蜆塚遺跡、秋葉神社、うなぎパイファクトリー、浜名湖パルパル、浜松市動物園、浜松広報館、浜名湖、浜名湖ガーデンパーク、舘山寺温泉、はままつフラワーパーク、弁天島海浜公園、浜名湖オルゴールミュージアム、かんざんじロープウェイ、佐鳴湖、舘山寺、舞阪漁港、浜名湖体験学習施設 ウォット、東海道松並木、舞阪宿、浜名湖フィッシングリゾート、弁天島温泉、渚園、スズキ歴史館、中田島砂丘、浜松まつり会館、遠州大念仏、浜松まつり、浜松国際ピアノコンクール、静岡国際オペラコンクール、PIARAピアノコンクール、浜松がんこ祭、浜名湖かんざんじ温泉灯篭流し花火大会、HAMANAKO HaNaBi BENTENJIMA GATEWAY Festival
- 浜松市浜名区 - 龍潭寺、はままつフルーツパーク、竜ヶ岩洞、浜名湖、井伊谷宮、気賀関所、方広寺、三ケ日みかん狩り、城山公園（井伊谷城址）、長楽寺、龍泉寺、岩水寺、静岡県立森林公園、なゆた・浜北、あらたまの湯、遠江のひよんどりとおくない、遠州はまきた飛竜まつり
- 湖西市 - 豊田佐吉記念館、新居関所、新居弁天海釣公園、新居弁天わんぱくランド、潮見坂海岸、湖西のトキワマンサク群生地、浜名湖、道の駅潮見坂

- 浜松城
- 弁天島海浜公園
- はままつフルーツパーク
- 新居関所

#### 北遠
- 浜松市天竜区 - 天竜浜名湖鉄道、光明寺、秋葉山本宮秋葉神社、二俣城址、本田宗一郎ものづくり伝承館、佐久間ダム、道の駅くんま水車の里、西浦の田楽、鹿島の花火、峠の国盗り綱引き合戦

- 秋葉山本宮秋葉神社
- 西浦の田楽
（西浦観音堂）